# Morteza Pouraliganji
Morteza Pouraliganji (Babol, 19 de abril de 1992) é um futebolista iraniano que atua como zagueiro. Atualmente, joga pelo Persepolis.

## Carreira
Morteza Pouraliganji representou a Seleção Iraniana de Futebol na Copa da Ásia de 2015.

## Títulos
Al-Sadd
- Copa do Emir do Catar: 2017
- Copa Sheikh Jassim: 2017
- Copa do Catar: 2017